# انتظار پرشستشوی لوک
انتظار پرشستشوی لوک (انگلیسی: Luke's Washful Waiting) یک فیلم کمدی صامت کوتاه به کارگردانی هال روچ است که در سال ۱۹۱۶ منتشر شد. از بازیگران این فیلم می‌توان به هارولد لوید، اسناب پالرد و ببه دنیلز اشاره کرد.